# Лесса
Лесса (фр. Laisse) — тип строфи різної довжини, який зустрічається в середньовічній французькій літературі, зокрема в середньовічній французькій епічній поезії, такій як «Пісня про Роланда» (див. також жеста).
У ранніх творах кожна лесса складалася з (моно) асонансних віршів, хоча поява (моно) римованих лесс була все більш поширеною в пізніших віршах. У вірші довжина кожної окремої лесси є змінною (тоді як метрична довжина віршів є незмінна, кожен вірш має однакову довжину складу, як правило, десятискладні або, іноді, олександрини).
Лесса характеризується стереотипними фразами та формулами та часто повторюваними темами й мотивами, включно з повторенням матеріалу від однієї лесси до іншої. Подібні повтори та формульні конструкції є звичайними для усної творчості та усно-формульного твору. Середньовічні поети повторювали зміст (з різними формулюваннями, асонансом або римою) від одної лесси до іншої, такі «подібні» лесси французькою мовою називаються «laisses similaires».

## Приклад
Лесса є типовою строфою для Пісні про Ролланда.

Carles li reis, nostre emper[er]e magnes
Set anz tuz pleins ad estet en Espaigne:
Tresqu'en la mer cunquist la tere altaigne.
N'i ad castel ki devant lui remaigne;

### Український переклад
Король наш Карл, могутній імператор,
Провоював сім літ в землі еспанській,
До моря він дійшов гористим краєм,
Тверджі нема, котра б не піддалася,